# Equilibrio genético
El equilibrio genético es la condición de un alelo o genotipo en un grupo de genes (como una población) donde la frecuencia no cambia de generación en generación. El equilibrio genético describe un estado teórico que es la base para determinar si las poblaciones pueden desviarse y de qué manera. El equilibrio de Hardy-Weinberg es un marco teórico para estudiar el equilibrio genético. Se estudia comúnmente utilizando modelos que toman como suposiciones los de Hardy-Weinberg, lo que significa: 
- No se producen mutaciones genéticas en ese locus o los loci asociados con el rasgo
- Una gran población
- Inmigración, emigración o migración limitadas o nulas (flujo genético)
- No hay selección natural en ese locus o rasgo
- Apareamiento aleatorio (panmixis)

También puede describir otros tipos de equilibrio, especialmente en contextos de modelado. En particular, muchos modelos utilizan una variación del principio de Hardy-Weinberg como base. En lugar de que todos los personajes de Hardy-Weinberg estén presentes, estos suponen un equilibrio entre los efectos diversificadores de la deriva genética y los efectos homogeneizadores de la migración entre poblaciones. Una población que no está en equilibrio sugiere que se ha violado uno de los supuestos del modelo en cuestión. 

## Modelos teóricos del equilibrio genético
El principio de Hardy-Weinberg proporciona el marco matemático para el equilibrio genético. El equilibrio genético en sí mismo, ya sea Hardy-Weinberg o de otro tipo, proporciona la base para una serie de aplicaciones, incluida la genética de poblaciones, la conservación y la biología evolutiva. Con el rápido aumento de las secuencias genómicas completas disponibles, así como la proliferación de marcadores anónimos, se han utilizado modelos para extender la teoría inicial a todo tipo de contextos biológicos. Utilizando datos de marcadores genéticos tales como ISSRs y RAPDs, así como el potencial predictivo de las estadísticas, los estudios han desarrollado modelos para inferir los procesos que condujeron a la falta de equilibrio. Esto incluye la adaptación local, la contracción y expansión del rango y la falta de flujo de genes debido a barreras geográficas o de comportamiento, aunque el modelado de equilibrio se ha aplicado a una amplia gama de temas y preguntas. 
El modelado de equilibrio ha llevado a desarrollos en el campo. Debido a que el dominio alélico puede alterar las predicciones de equilibrio, algunos modelos se han alejado del uso del equilibrio genético como una suposición. En lugar de las estadísticas F tradicionales, hacen uso de estimaciones bayesianas. Holsinger y col. desarrolló un análogo a FST, llamado theta. Los estudios han encontrado que las estimaciones bayesianas son mejores predictores de los patrones observados. Sin embargo, el modelado basado en el equilibrio genético sigue siendo una herramienta en la genética de poblaciones y conservación: puede proporcionar información invaluable sobre procesos históricos anteriores. 

## Sistemas de estudio biológico
El equilibrio genético se ha estudiado en varios taxones. Algunas especies marinas en particular se han utilizado como sistemas de estudio. La historia de vida de los organismos marinos, como los erizos de mar, parece cumplir mejor los requisitos del modelo de equilibrio genético que las especies terrestres. Existen en grandes poblaciones panmícticas que no parecen estar fuertemente afectadas por barreras geográficas. A pesar de esto, algunos estudios han encontrado una diferenciación considerable en el rango de una especie. En cambio, al buscar el equilibrio genético, los estudios encontraron complejos de especies grandes y extendidos. Esto indica que el equilibrio genético puede ser raro o difícil de identificar en la naturaleza, debido a cambios demográficos locales considerables en escalas de tiempo más cortas.
De hecho, aunque un tamaño de población grande es una condición necesaria para el equilibrio genético de acuerdo con Hardy-Weinberg, algunos han argumentado que un tamaño de población grande en realidad puede retrasar el enfoque del equilibrio genético. Esto puede tener implicaciones para la conservación, donde el equilibrio genético se puede utilizar como marcador de una población sana y sostenible. 